# Myricanthe discolor
Myricanthe es un género monotípico perteneciente a la familia de las euforbiáceas. Su única especie: Myricanthe discolor es originaria de Nueva Caledonia.

## Taxonomía
Myricanthe discolor fue descrito por Herbert Kenneth Airy Shaw y publicado en Kew Bulletin 35: 390. 1980.